# Juan Antonio Muñoz Gómez
Juan Antonio Muñoz Gómez (Aguilar del Alfambra, 1892-Teruel, 29 de diciembre de 1937) fue un arquitecto español.

## Biografía
Cursó estudios de arquitectura en Madrid y luego en la Escuela Municipal de Arquitectura de Barcelona, donde se tituló en 1920. Ese mismo año se establece en Teruel, desarrollando desde entonces una intensa actividad que abarcó diversos frentes.
Buena parte de su obra arquitectónica se circunscribió al sector privado, diseñando todo tipo de viviendas, desde chalets a edificios para las clases más humildes. Además, en 1921 fue nombrado arquitecto municipal de Teruel y desde 1926 de la Diputación Provincial, lo cual supuso que pudiera planificar e intervenir en todo tipo de proyectos arquitectónicos, amén de urbanísticos. También fue arquitecto diocesano, lo que le permitió hacer incursiones en la arquitectura religiosa.
Así, durante los años 20 y 30 Muñoz fue una figura crucial para la expansión y desarrollo de la capital turolense. No solo por sus obras, tanto en el sector público como el privado, sino por su aportación al urbanismo de la ciudad al intervenir en el diseño del proyecto del primer Ensanche de la ciudad, proyecto redactado por el arquitecto municipal Luís González Gutiérrez entre 1930 y 1932, pero basado en estudios previos y propuestas de Muñoz en su Proyecto del Teruel Futuro (1928), en la pavimentación de calles, trazado y construcción de alcantarillado público o la traída de aguas a la ciudad. Como arquitecto provincial diseñó un buen número de escuelas municipales a lo largo y ancho de la provincia; algunas de ellas fueron planificadas, pero no llegaron a construirse al estallar la Guerra Civil.
Muñoz falleció durante el asedio a la ciudad durante la Batalla de Teruel, al recibir una bala perdida mientras ayudaba a sofocar un incendio. En el mismo periodo bélico parte de su obra sufrió daños severos; en otros casos, desapareció.

### Obras principales

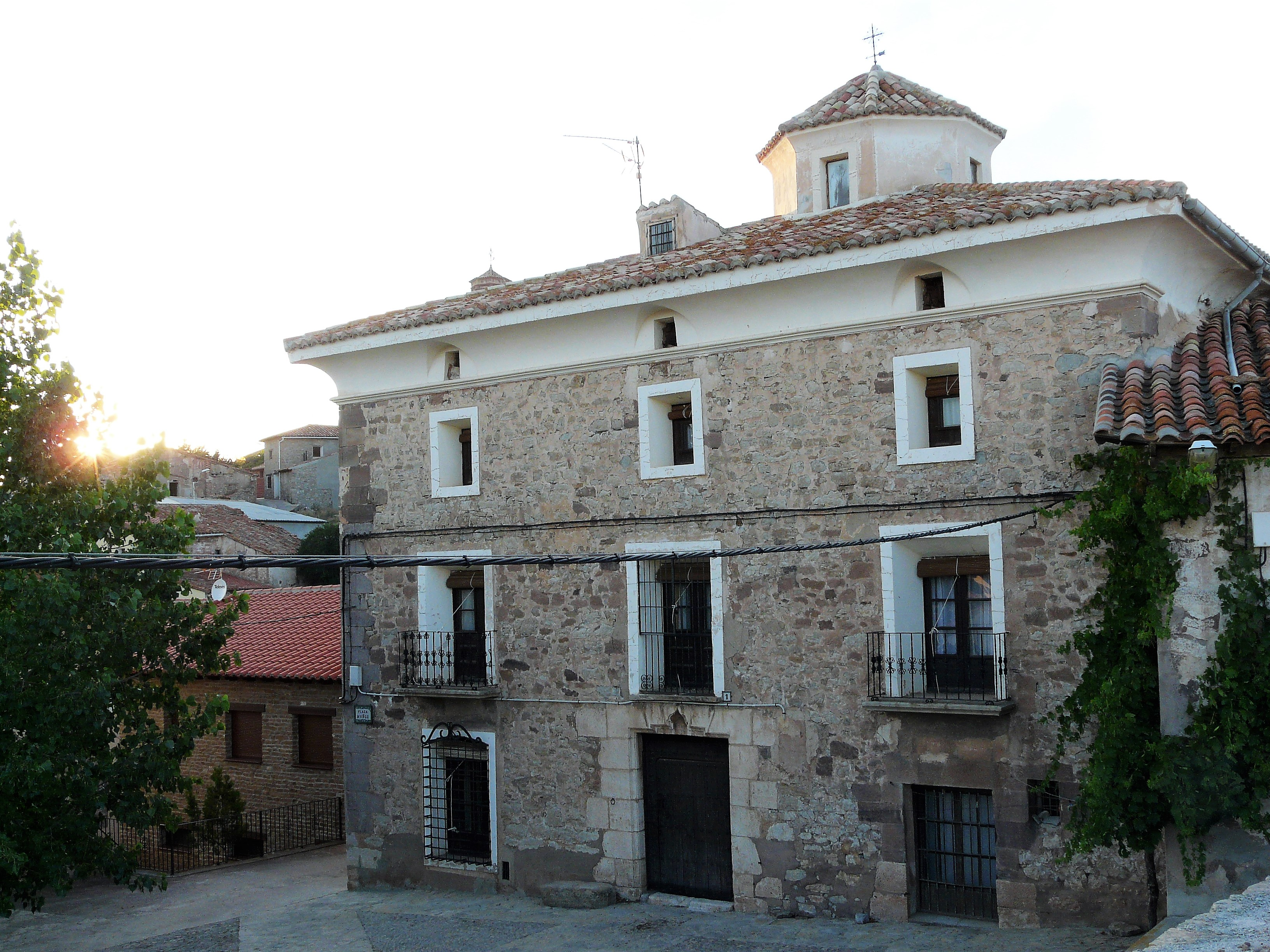
Casa natal de Juan Antonio Muñoz Gómez en Aguilar del Alfambra (Teruel)

En Teruel
- Círculo Mercantil (1921)[5] (actualmente sede de Ibercaja)
- Matadero Municipal (1929) (actualmente Escuela de Municipal de Música Antón García Abril)
- Instituto de Higiene (1931)[6] (actualmente Dirección Provincial de Sanidad)
- Mercado Municipal (1931)[7] (derribado en 1969)
- Plaza de Toros (1934)
- Escuelas Normales (1935) (actualmente CEIP Ensanche)

Así como numerosos proyectos de viviendas privadas en el ensanche de la ciudad y pabellones o panteones del cementerio local.
En la Provincia de Teruel
- Reforma de la Ermita de la Virgen de la Zarza en Aliaga (1929)
- Rehabilitación del Mercado de Alcañiz (1933)
- Escuelas municipales de Ababuj, Albalate del Arzobispo, Alcorisa, Aliaga (1921), Andorra, Bronchales (1931), Caminreal (1934), Calanda, Cella, Fuentes Claras (1937?), Manzanera (1929), Ojos Negros (1935),[8] Utrillas, etc.
- Escuelas municipales de Cella (1936) y Monreal del Campo (1936) (planificadas pero no construidas)